# 紹斯霍爾德
紹斯霍爾德是美國紐約州薩福克縣的十個城鎮之一。它位於該縣的東北端，在長島的北叉半島上。在2010年的人口普查中，人口為21,968。